# Фонтанело (Верона)
Фонтанело је насеље у Италији у округу Верона, региону Венето.
Према процени из 2011. у насељу је живело 225 становника. Насеље се налази на надморској висини од 127 м.